# Руиссало
Руиссало (фин. Ruissalo швед. Runsala) — район города Турку, входящий в Центральный территориальный округ и расположенный на острове Руиссало.

## Географическое положение
Район расположен в Архипелаговом море между островным районом Хирвенсало и материковым районом Пансио.

## Достопримечательности
В районе расположен принадлежащий Университету Турку Ботанический сад.
Ежегодно в районе проходит международный рок-фестиваль Ruisrock и спортивный Марафон имени Пааво Нурми в котором принимают участие от 500 до 1000 человек.

## Транспорт
Район соединён с другими частями города рейсовым автобусом № 8, совершающим движение по линии Руиссало-Торговая площадь Турку.

## Население
Так как район образует заповедно-рекреационную зону, численность постоянного населения Руиссало составляет всего 126 человек (2004).